# فوجيو أكاتسوكا
فوجيو أكاتسوكا (باليابانية: 赤塚 不二夫) ، من مواليد 14 سبتمبر 1935 ، وتوفي بتاريخ 2 أغسطس 2008 ، وهو رسام أنمي ياباني.

## نشأته
نشأ في مدينة ريهي في أرض منشوريا الصينية، وعمل ضابط الشرطة في مقاطعة نيغاتا ومقاطعة نارا، وفي سن التاسعة عشرة أنتقل إلى طوكيو ، حيث بدأ في رسم شخصيات الرسوم المتحركة اليابانية (أنمي).